# Ricardo Roberto Barreto da Rocha
Ricardo Roberto Barreto da Rocha eller bare Ricardo Rocha (født 11. september 1962 i Recife, Brasilien) er en tidligere brasiliansk fodboldspiller (midterforsvarer).
Han spillede for flere forskellige klubber i hjemlandet, blandt andet São Paulo FC, Santos FC, Vasco da Gama og Flamengo. Han var desuden udlandsprofessionel hos både Sporting Lissabon i Portugal, Real Madrid i Spanien samt Newell's Old Boys i Argentina.

## Landshold
Rocha spillede mellem 1987 og 1994 38 kampe for det brasilianske landshold.
Han var en del af det brasilianske hold der vandt guld ved VM i 1994 i USA. Han var dog kun på banen i én af brasilianernes syv kampe under turneringen. Han var også en del af den brasilianske trup ved VM i 1990 i Italien, samt ved to udgaver af Copa América.